# Mahuva
Mahuva è una suddivisione dell'India, classificata come municipality, di 70.633 abitanti, situata nel distretto di Bhavnagar, nello stato federato del Gujarat. In base al numero di abitanti la città rientra nella classe II (da 50.000 a 99.999 persone).

## Geografia fisica
La città è situata a 21° 05' 11 N e nn° nn' nn E.

## Società

### Evoluzione demografica
Al censimento del 2001 la popolazione di Mahuva assommava a 70.633 persone, delle quali 36.239 maschi e 34.394 femmine. I bambini di età inferiore o uguale ai sei anni assommavano a 9.765, dei quali 5.235 maschi e 4.530 femmine. Infine, coloro che erano in grado di saper almeno leggere e scrivere erano 47.256, dei quali 26.868 maschi e 20.388 femmine.